# Rachel Alig
Rachel Alig (* 14. März 1987 in Kentucky) ist eine US-amerikanische Schauspielerin.

## Leben
Rachel Alig wurde am 14. März 1987 in Kentucky als Tochter von Susan Frances geboren. Sie ist deutscher Abstammung. 2005 machte sie ihren High-School-Abschluss an der Dixie Heights High School in Fort Mitchell. Von 2005 bis einschließlich 2009 studierte sie Elektronische Medien mit einem Fokus auf Journalismus an der University of Cincinnati. Sie schloss ihr Studium mit dem Bachelor of Fine Arts ab. 2006 besuchte sie für vier Monate die Ludwig-Maximilians-Universität München. Nach ihrem Abschluss arbeitete sie als Nachrichtensprecherin für WTOK-TV für ABC in Meridian, Mississippi.
2011 gab Alig ihr Fernsehschauspieldebüt in einer Episode der Fernsehserie Pocket Dial. In den nächsten Jahren war sie immer wieder in verschiedenen US-amerikanischen Fernseh- und Filmproduktionen zu sehen. Von 2012 bis 2013 spielte sie in der Fernsehserie La Verdad: Beginnings die wiederkehrende Rolle der Megan Bell. 2013 stellte sie in der Filmkomödie Meet the Cleavers – Familienfeste und andere Katastrophen die Rolle der Amanda Castleberry dar. Zwischen 2017 und 2018 spielte sie in insgesamt 82 Episoden der Fernsehserie Fan Club – News Done Right! mit. 2019 übernahm sie im Horror-Episodenfilm Verotika im Kapitel Change of Face die Hauptrolle. Wiederkehrende Rollen erhielt sie in den Serien How to Fail: Job Interviews, Dhar Mann und Dhar Mann Bonus.

## Filmografie (Auswahl)
- 2011: Pocket Dial (Fernsehserie, Episode 1x02)
- 2011: Axe: Dirtcathlon (Kurzfilm)
- 2011: Beverly Hills Ghost Club (Kurzfilm)
- 2011: Rope (Kurzfilm)
- 2012: Tödliche Begegnungen (Fatal Encounters, Fernsehdokuserie, Episode 1x11)
- 2012: Handsome Police (Fernsehserie, Episode 1x02)
- 2012: Bikini Spring Break Massaker
- 2012: The Men Next Door
- 2012: The Elisted (Fernsehfilm)
- 2012: GCPD: Major Crimes Unit (Fernsehserie)
- 2012: 12/12/12
- 2012–2013: La Verdad: Beginnings (Fernsehserie, 3 Episoden)
- 2013: Officer Down – Dirty Copland (Officer Down)
- 2013: Morgue (Kurzfilm)
- 2013: Thirtyish (Fernsehfilm)
- 2013: Meet the Cleavers – Familienfeste und andere Katastrophen (Cleaver Family Reunion)
- 2013: Insomniac Theatre (Kurzfilm)
- 2014: OMG! EMT! (Fernsehserie, Episode 1x01)
- 2014: The Division (Fernsehserie, Episode 1x04)
- 2014: The Visitors (Kurzfilm)
- 2014: Bachelor Night: Auf nach Vegas! (Bachelor Night)
- 2014: Live Nude Girls
- 2014: Gridlocked (Fernsehserie)
- 2014: Kingdom (Fernsehserie, Episode 1x01)
- 2014: Hope: The Last Paladin (Fernsehserie, Episode 1x01)
- 2015: Good Karma Club
- 2015: Mein peinlicher Sex-Unfall (Sex Sent Me to the ER, Fernsehdokuserie, Episode 1x36)
- 2015: Codes and Conspiracies (Fernsehdokuserie, Episode 2x04)
- 2015: Sex and the Single Alien
- 2015: My Crazy Ex (Fernsehserie, 1 Episode)
- 2015: Granny’s House
- 2015: Entice (Kurzfilm)
- 2015: Goddess of Love
- 2015: Desperate Losers
- 2015: Ghostline
- 2015: Heavy Makeup
- 2015: Chronologie des Grauens (Murder Book, Fernsehdokuserie, Episode 2x01)
- 2015: The Observer (Kurzfilm)
- 2015: Carbon Dating (Fernsehserie, 2 Episoden)
- 2015: Shoefiti (Kurzfilm)
- 2015: Lori Sheedy, F*** You
- 2015: Brotherly Love
- 2016: Last Call at Murray's
- 2016: Grace's Room
- 2016: #WineLine (Fernsehserie, Episode 1x03)
- 2016: Natural Born Pranksters
- 2016: The Cheerleader (Kurzfilm)
- 2016: Hollywood Pulp (Kurzfilm)
- 2016: Turbulence
- 2016: Cuck (Kurzfilm)
- 2017: Turra: Gun Angel (Kurzfilm)
- 2017: Varsity Punks
- 2017: Kill, Die, Laugh (Fernsehserie, Episode 1x03)
- 2017: After School Special
- 2017: Magic Funhouse! (Fernsehserie, Episode 2x01)
- 2017: Yesterday Is Tomorrow (Kurzfilm)
- 2017: I Am (Kurzfilm)
- 2017: Dan Is Dead (Fernsehserie, Episode 1x08)
- 2017–2018: Fan Club – News Done Right! (Fernsehserie, 82 Episoden, verschiedene Rollen)
- 2018: 12.5 (Kurzfilm)
- 2018: Mr. Chuckles (Kurzfilm)
- 2018: Department of Offense (Fernsehserie, Episode 1x06)
- 2018: Happy Cruise
- 2018: Meanwhile in the Barracks (Fernsehserie, Episode 1x06)
- 2018: On the Fence
- 2018: The Cleaning Lady
- 2018: Truth
- 2018: The Shop (Fernsehserie, 6 Episoden)
- 2018: Polygonerz (Fernsehserie)
- 2018: Cafe Lisbon (Kurzfilm)
- 2019: Dadda: Donald and Daisy Duck Adventure
- 2019: Coach Stage Stage Coach
- 2019: This Giant Beast That is the Global Economy (Fernsehdokuserie, Episode 1x07)
- 2019: Half Off Heroes (Fernsehfilm)
- 2019: Chase
- 2019: The Lost Sword (Kurzfilm)
- 2019: Verotika
- 2019: The Bet (Fernsehserie, 6 Episoden)
- 2019: Pigster
- 2019: I’m Offended (Fernsehfilm)
- 2019: Black Widow (Kurzfilm)
- 2020: Wives of the Skies (Kurzfilm)
- 2020: Outmatched (Fernsehserie, Episode 1x09)
- 2020: Wild West Chronicles (Fernsehserie, Episode 1x12)
- 2020: Bulge Bracket (Fernsehserie, 2 Episoden)
- 2020: Attorneys at Flaw (Fernsehfilm)
- 2020: First Blush
- 2020: Wolf on a Leash (Kurzfilm)
- 2020: Meanwhile in the Field (Fernsehserie, 2 Episoden)
- 2020: The Eric Andre Show (Fernsehserie, Episode 5x10)
- 2020: The Rep (Fernsehfilm)
- 2020–2021: How to Fail: Job Interviews (Miniserie, 16 Episoden)
- 2021: Digging to Death
- 2021: Adventures of Rahul (Miniserie)
- 2021: Better Now (Kurzfilm)
- 2021: Girl Next
- 2021: From Under the Bridge: When Bullies Become Trolls (Kurzfilm)
- 2021: The Wet Ones
- 2021: The Handler
- 2021: Killjoy (Kurzfilm)
- 2021: Self Isolated
- 2021: Spread (Kurzfilm)
- 2022: Shadows
- 2022: Friends Unlimited
- 2022: Abi’s Monster (Kurzfilm)
- 2023: Mia
- 2023: Target List
- 2023: Buckle Up
- 2023: Into the Thicket (Kurzfilm)
- 2023: Family Portrait
- 2023: Dhar Mann (Fernsehserie, 7 Episoden, verschiedene Rollen)
- 2023: Missing Daughters (Kurzfilm)
- 2023: Et Tu
- 2023: Noah’s Arch
- 2023: Gahan Wilson’s Tales of Horror (Fernsehserie, Episode 1x01)
- 2023: A Close Encounter (Kurzfilm)
- 2023: A Warrior’s Soul
- 2023–2024: Dhar Mann Bonus (Miniserie, 5 Episoden)
- 2024: King Saud
- 2024: Once Upon a Time in Hollyweird
- 2024: Forbidden Bonds with My Brothers (Miniserie)
- 2024: Rent a DI (Fernsehserie, Episode 1x13)
- 2024: Saint Nick
- 2024: Chateau
- 2025: Candy Lady
- 2025: Omaha

### Musikvideos
- 2011: John Luksetich: Ice Cream Rap
- 2015: Elephante feat. Rumors: I Want You